# Andrea Krucinski
Andrea Krucinski (* 22. September 1964, geborene Andrea Lewandowski) ist eine deutsche Badmintonspielerin.

## Karriere
Andrea Krucinski gewann bei den deutschen Meisterschaften 1987 Bronze im Damendoppel mit Christine Skropke. Drei Jahre später startete sie mit Cathrin Hoppe und wurde Vizemeisterin. Bei den Weltmeisterschaften der Studenten gewann sie 1990 Bronze im Dameneinzel.

## Sportliche Erfolge
| Saison    | Veranstaltung                        | Disziplin   | Platz | Name                                                                           |
| --------- | ------------------------------------ | ----------- | ----- | ------------------------------------------------------------------------------ |
| 1981/1982 | Westdeutsche Einzelmeisterschaft U22 | Dameneinzel | 1     | Andrea Lewandowski (Gladbecker Federballclub)                                  |
| 1981/1982 | Westdeutsche Einzelmeisterschaft U18 | Dameneinzel | 1     | Andrea Lewandowski (Gladbecker Federballclub)                                  |
| 1984/1985 | Westdeutsche Einzelmeisterschaft U22 | Mixed       | 1     | Peter Wolf / Andrea Lewandowski (FC Langenfeld / 1. BV Mülheim)                |
| 1984/1985 | Westdeutsche Einzelmeisterschaft U22 | Dameneinzel | 1     | Andrea Lewandowski (1. BV Mülheim)                                             |
| 1984/1985 | Deutsche Einzelmeisterschaft U22     | Dameneinzel | 2     | Andrea Lewandowski (1. BV Mülheim)                                             |
| 1985/1986 | Westdeutsche Einzelmeisterschaft U22 | Dameneinzel | 1     | Andrea Lewandowski (1. BV Mülheim)                                             |
| 1985/1986 | Deutsche Einzelmeisterschaft U22     | Damendoppel | 2     | Andrea Lewandowski / Karen Voltmann (1. BV Mülheim)                            |
| 1985/1986 | Westdeutsche Einzelmeisterschaft U22 | Mixed       | 1     | Axel Schönfelder / Andrea Lewandowski (1. BV Mülheim)                          |
| 1986/1987 | Westdeutsche Einzelmeisterschaft     | Damendoppel | 1     | Andrea Lewandowski / Christine Skropke (1. BV Mülheim / SC Bayer 05 Uerdingen) |
| 1986/1987 | Deutsche Einzelmeisterschaft U22     | Damendoppel | 2     | Christine Skropke (FC Bayer 05 Uerdingen) / Andrea Lewandowski (1. BC Herten)  |
| 1986/1987 | Deutsche Einzelmeisterschaft         | Damendoppel | 3     | Andrea Krucinski / Christine Skropke (1. BV Mülheim / FC Bayer 05 Uerdingen)   |
| 1987/1988 | Westdeutsche Einzelmeisterschaft     | Damendoppel | 1     | Andrea Krucinski / Christine Skropke (1. BV Mülheim / SC Bayer 05 Uerdingen)   |
| 1989/1990 | Westdeutsche Einzelmeisterschaft     | Dameneinzel | 1     | Andrea Krucinski (1. BV Mülheim)                                               |
| 1989/1990 | Deutsche Einzelmeisterschaft         | Damendoppel | 2     | Andrea Krucinski / Cathrin Hoppe (1. BV Mülheim / TV Mainz-Zahlbach)           |
| 1989/1990 | Westdeutsche Einzelmeisterschaft     | Damendoppel | 1     | Kirsten Schmieder / Andrea Krucinski (FC Langenfeld / 1. BV Mülheim)           |
| 1990      | Weltmeisterschaften der Studenten    | Dameneinzel | 3     | Andrea Krucinski                                                               |